# Brice Hillairet
Pour les articles homonymes, voir Hillairet.
Brice Hillairet est un acteur et metteur en scène français, né à Montpellier le 13 mai 1983.

## Biographie
Brice Hillairet suit sa formation d’acteur au Cours Florent. En 2017, il est nommé comme Meilleur Espoir aux prix Beaumarchais du Figaro pour ses prestations dans C’est Noël, tant pis et Ma Folle Otarie de Pierre Notte (Théâtre du Rond-Point, Comédie des Champs-Élysées, Théâtre de Belleville puis Théâtre Le Lucernaire). Le spectacle Ma Folle Otarie écrit et mis en scène par Pierre Notte est présenté également au Festical d'Avignon, au théâtre des Halles et sa performance d'acteur, un monologue sans le moindre décor ni accessoires, est remarqué. La même année, il reçoit le prix SACD Jean-Jacques Gautier aux côtés de Philippe Caubère. En 2018, il est finaliste du Prix Jeunes Metteurs en scène du Théâtre 13 pour sa mise en scène de Lorsque l'enfant paraît, d’André Roussin.
En 2020, il remporte le Molière de la Révélation Masculine pour La Souricière d’Agatha Christie, mise en scène par Ladislas Chollat, au Théâtre de la Pépinière.
En 2023, il reprend le rôle titre du spectacle de Broadway Hedwig and the Angry Inch créé par John Cameron Mitchell dans une adaptation française qu’il co-signe avec Dominique Guillo et qui est présentée durant le Festival d’Avignon au Théâtre du Rouge-Gorge, puis repris toute la saison 2023 - 2024 à Paris au Café de la Danse.

## Théâtre

### Comédien
- 2005 : Ils Jouent Palmade, écrit et mis en scène par Pierre Palmade, Point-Virgule
- 2010 : Perthus, de Jean-Marie Besset, mise en scène de Gilbert Désveaux, Vingtième Théâtre
- 2010 : R.E.R, de Jean-Marie Besset, mise en scène de Gilbert Désveaux, Théâtre de la Tempête
- 2012 : Sortir de sa mère, écrit et mis en scène par Pierre Notte, Théâtre du Rond-Point
- 2012 : Loin de Corpus Christi, de Christophe Pellet, mise en scène de Jacques Lassalle, Théâtre de la Ville - Les Abbesses
- 2014 : Pédagogie de l'échec, écrit par Pierre Notte, Festival Nouveaux auteurs dans la vallée de l'Aude (NAVA) à Limoux[4]
- 2014 : Perdues dans Stockholm, écrit et mis en scène par Pierre Notte, Théâtre du Rond-Point
- 2015 : C’est Noël tant pis, écrit et mise en scène par Pierre Notte, Théâtre du Rond-Point, Comédie des Champs-Élysées (reprise en 2017)
- 2016 : Ma Folle Otarie, seul en scène écrit et mis en scène par Pierre Notte, Théâtre de Belleville, Théâtre des Halles (Avignon), Lucernaire (reprise en 2017)[1]
- 2018 : Récréation, de Arnaud Bertrand et Sam Azulys, mise en scène de Dominique Guillo, Théâtre du Chêne Noir (Avignon)
- 2019 : Jeanne, de Jean Robert-Charrier, mise en scène de Jean-Luc Revol
- 2020 : La Souricière, d’Agatha Christie, adaptation Pierre-Alain Leleu, mise en scène de Ladislas Chollat
- 2021 : La grande Musique, de Stéphane Guérin, mise en scène de Salomé Villiers (Festival d'Avignon)
- 2022 : Le Menteur, de Corneille, mise en scène de Marion Bierry, Théâtre de Poche-Montparnasse
- 2023 : Agathe Royale, de Jean-Benoît Patricot, mise en scène de Christophe Lidon, Le CADO d'Orléans
- 2023  - 2025: Hedwig and the Angry Inch, de John Cameron Mitchell et Stephen Trask, adaptation Brice Hillairet et Dominique Guillo, mise en scène de Dominique Guillo, Le Rouge-Gorge (Avignon), Le Café de la Danse (Paris), La Scala (Paris)

### Metteur en scène
- 2018 : Lorsque l'enfant paraît, d’André Roussin, Théâtre 13

## Filmographie

### Cinéma
- 2006 : Un jour d'été, de Franck Guérin
- 2008 : Nés en 68, de Olivier Ducastel et Jacques Martineau
- 2013 : Pour le rôle, court-métrage de Pierre Niney
- 2017 : Pupille, de Jeanne Herry

### Télévision
- 2005 : Louis la Brocante, réalisé par Alain-Michel Blanc, France
- 2006 : Engrenages, réalisé par Philippe Triboit, Canal +
- 2007 : Boulevard du Palais, réalisé par Philippe Venault, France 2
- 2008 : Duval et Moretti, réalisé par Dominique Guillo, M6
- 2011 : C’est la crise, réalisé par David Freymont, Comédie
- 2017 : Caïn, réalisé par Bertrand Arthuys, Bénédicte Delmas, Jason Roffé, France 2 (saisons 5 et 6)
- 2021 : Tandem, réalisé par Bénédicte Delmas, France 3 (saisons 6)
- 2022 : L'Art du crime,, réalisé par Christelle Raynal, France 2 (saisons 6)

## Distinctions

### Récompenses
- Molières 2020 : Molière de la révélation masculine pour La Souricière
- Prix SACD 2017 avec Philippe Caubère
- Les Trophées de la comédie musicale 2024 : artiste interprète masculin pour Hedwig and the Angry Inch[5]

### Nominations
- Prix Beaumarchais du Figaro : Meilleur espoir pour Ma Folle Otarie et C'est Noël tant pis, de Pierre Notte